# Pervan Gornji
Pervan Gornji (szerbül: Перван Горњи), település Banja Luka községben, Bosznia-Hercegovinában, Bosanska krajina területén, a Szerb Köztársaságban.

## Fekvése
Bosznia-Hercegovina északi részén, Banja Luka központjától légvonalban 15, közúton 23 km-re délnyugatra, 380-450 méteres magasságban fekszik. Pervan Gornji a következő falvakból áll: Ćopići, Galići, Vukelići, Milojevići, Ševeri, Čergići, Radjevići, Vujinovići, Vranješi, Marchetići és Čavići. Maga a terület egy hegyvidéki terület, melynek központjában egy általános iskola, egy helyi iroda és egy orvosi rendelő található.

## Népessége
| Nemzetiségi csoport | Népesség 1991 | Népesség 2013 |
| ------------------- | ------------- | ------------- |
| Szerb               | 466           | 192           |
| Bosnyák             | 0             | 0             |
| Horvát              | 0             | 1             |
| Jugoszláv           | 1             | 0             |
| Egyéb               | 0             | 2             |
| Összesen            | 467           | 195           |

## Története
Pervan határában a Špirino vrelo forrása feletti földnyelv északi végében a középkorban vár állt, melynek maradványai ma is jól láthatók.
Pervan falu nevének eredete nem teljesen tisztázott, és a legvalószínűbb magyarázat az, hogy a név a „prvi” (első) szó régi alakjából – „pervi” származik, mivel a falu volt az első a búzatermelésben összehasonlítva a környező településekkel. A település 1878-ig tartozott az Oszmán Birodalomhoz, ekkor a berlini kongresszus határozata alapján az Osztrák-Magyar Monarchia része lett. 1879-ben az első osztrák-magyar népszámlálás során a Banja Luka-i járáshoz tartozó Pervan településnek 138 háztartása és 685 ortodox lakosa volt. 1910-ben a Banja Luka-i járáshoz tartozó Gornji Pervan településen 56 háztartást, 441 ortodox és 2 muszlim lakost találtak. A monarchia szétesésével 1918-ban előbb a Szerb-Horvát-Szlovén Királyság, majd 1929-től a Jugoszláv Királyság része. 1921-ben a Gornji Pervan községnek összesen 59 háztartása és 424 lakosa volt. Jugoszlávia megszállása után a Független Horvát Állam (NDH) része lett. A második világháború után a szocialista Jugoszláviához tartozott. A daytoni békeszerződést követő területfelosztásnál Banja Luka község részeként a Szerb Köztársaság területéhez került.

## Oktatás
A településen Gornji, Donji Pervan és Goleši határán kilencosztályos általános iskola működik. Ez az iskola a bistricai „Miroslav Antić” Általános Iskola területi iskolája. A pervani általános iskola épülete 1948 és 1950 között épült kőből. Ebben a formában 1989 óta működik, amikor még „Milorad Umjenović” néven önálló iskola volt. A 2017/2018-as tanévben 30 tanuló járt ide.

## Nevezetességei
Varošište – Pervan Rađevići nevű településrészén középkori erőd maradványai találhatók. A Špirino vrelo forrása feletti földnyelv északi végében egy 9 méter átmérőjű, kőből épített torony maradványai találhatók. A földnyelv déli oldala felé 8 méteres szélességű mélyedés látható, melyet egykor híddal íveltek át. Kissé odébb egy 10 méter átmérőjű tumulus (talán egykori torony maradványa) látható, mely előtt hármas, 2-3 méter széles sánc húzódott. A vár korát a késő középkorra tették.

## Fordítás
- Ez a szócikk részben vagy egészben  a(z)   Перван Горњи című szerb Wikipédia-szócikk ezen változatának fordításán alapul.  Az eredeti cikk szerkesztőit annak laptörténete sorolja fel. Ez a jelzés csupán a megfogalmazás eredetét és a szerzői jogokat jelzi, nem szolgál a cikkben szereplő információk forrásmegjelöléseként.